# Munasawagi Scarlet
Singles de Berryz Kōbō
Waracchaō yo Boyfriend
(2006) Very Beauty
(2007)
Munasawagi Scarlet (胸さわぎスカーレット) est le 12e single du groupe de J-pop Berryz Kōbō.

## Présentation
Le single, écrit, composé et produit par Tsunku, sort le décembre 2006 au Japon sur le label Piccolo Town. Il atteint la 12e place du classement des ventes hebdomadaire de l'Oricon. Il sort aussi trois semaines après au format "single V" (vidéo DVD). La chanson-titre du single figurera sur le quatrième album du groupe, 4th Ai no Nanchara Shisū de 2007.

## Formation
Membres créditées sur le single :
- Saki Shimizu
- Momoko Tsugunaga
- Chinami Tokunaga
- Māsa Sudō
- Miyabi Natsuyaki
- Yurina Kumai
- Risako Sugaya

## Liste des titres
Single CD
1. Munasawagi Scarlet (胸さわぎスカーレット?)
2. Aitai Kedo... (会いたいけど…?)
3. Munasawagi Scarlet (Instrumental) (胸さわぎスカーレット...?)

Single V (DVD)
1. Munasawagi Scarlet (胸さわぎスカーレット?)
2. Munasawagi Scarlet (Dance Shot Ver.) (胸さわぎスカーレット...?)
3. Making Eizô (メイキング映像?) (Making-of)